# Random Album Title
Random Album Title – trzeci album studyjny kanadyjskiego DJ-a i producenta muzyki elektronicznej Deadmau5a, wydany przez Ultra Records i Mau5trap 2 września 2008 roku. Jest to przełomowy album Deadmau5a, a także jego pierwszy tytuł wykorzystujący znaną już u niego czcionkę "Arial Black". Album zawiera single „Faxing Berlin”, „Not Exactly” i „I Remember” (wraz z Kaskade).

## W kulturze popularnej
Utwór „Brazil (2nd Edit)” był wielokrotnie wykorzystywany przez innych artystów. Wykorzystali go m.in.; Kylie Minogue podczas sesji nagraniowej do albumu „Aphrodite” w niewydanym utworze „Change Your Mind”, Alexis Jordan na swoim singlu „Happiness”, Taio Cruz w swojej piosence „Touch the Sky”, a także Haley Gibby jako część do zremiksowanego mash-upu jej piosenki z 2010 roku „Falling in Love” jako „Falling in Love With Brazil”. Pierwsza wersja „Brazil” nie została oficjalnie wydana, ale można ją znaleźć w Internecie na stronach takich jak YouTube.

## Lista utworów
Wersja zmiksowana
| 1.      | "Sometimes Things Get, Whatever"                                                           | 7:15  |
| 2.      | "Complications"                                                                            | 5:31  |
| 3.      | "Slip"                                                                                     | 6:44  |
| 4.      | "Some Kind of Blue"                                                                        | 6:19  |
| 5.      | "Brazil (2nd Edit)"                                                                        | 5:33  |
| 6.      | "Alone with You"                                                                           | 7:30  |
| 7.      | "I Remember" (z Kaskade; wokale: Haley Gibby; współtwórcy: Ryan Raddon oraz Finn Bjarnson) | 9:07  |
| 8.      | "Faxing Berlin (Piano Acoustic Version)"                                                   | 1:39  |
| 9.      | "Faxing Berlin"                                                                            | 2:36  |
| 10.     | "Not Exactly"                                                                              | 8:00  |
| 11.     | "Arguru" (współtwórca: Chris Lake)                                                         | 5:30  |
| 12.     | "So There I Was"                                                                           | 6:49  |
| Całość: | Całość:                                                                                    | 72:33 |

Wersja zwykła
| 1.      | "Sometimes Things Get, Whatever"                                                                       | 8:19  |
| 2.      | "Complications"                                                                                        | 9:51  |
| 3.      | "Slip"                                                                                                 | 7:43  |
| 4.      | "Some Kind of Blue"                                                                                    | 8:00  |
| 5.      | "Brazil (2nd Edit)"                                                                                    | 6:35  |
| 6.      | "Alone With You"                                                                                       | 8:11  |
| 7.      | "I Remember" (Vocal Mix) (z Kaskade; wokale: Haley Gibby; współtwórcy: Ryan Raddon oraz Finn Bjarnson) | 9:52  |
| 8.      | "Faxing Berlin"                                                                                        | 8:37  |
| 9.      | "Not Exactly"                                                                                          | 9:17  |
| 10.     | "So There I Was"                                                                                       | 6:45  |
| Całość: | Całość:                                                                                                | 84:55 |

## Pozycje na listach przebojów
| Lista (2008-09)                            | Pozycja |
| ------------------------------------------ | ------- |
| Scottish Albums (OCC)                      | 55      |
| UK Albums (OCC)                            | 31      |
| UK Dance Albums (OCC)                      | 3       |
| UK Digital Albums (OCC)                    | 9       |
| US Top Dance/Electronic Albums (Billboard) | 13      |

## Certyfikaty
| Kraj                  | Certyfikat | Sprzedaż |
| --------------------- | ---------- | -------- |
| Kanada (Music Canada) | Złoto      | 40 000   |
| Wielka Brytania (BPI) | Srebro     | 60 000   |